# 쿠바의 군사 국제주의

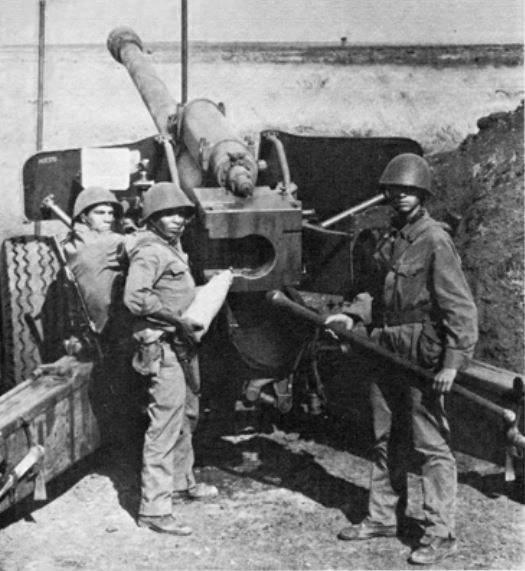
1977년 오가덴 전쟁 당시 에티오피아에 주둔한 쿠바 포병대원.

냉전 시기 당시 쿠바의 외교 정책은 전 세계의 우호적인 국가들 및 저항 운동에 직접적으로 군사 원조를 하는 것이 강조되었다. 이 정책은 직접적으로 마르크스주의의 프롤레타리아 국제주의에 의해 정당화되었고, 1966년 쿠바 지도자였던 피델 카스트로가 아시아, 아프리카, 라틴아메리카 인민연대기구에서 공식적으로 선언하였다. 그러나, 비공식적인 정책으로서는 쿠바 혁명 직후인 1959년 초에 이미 도입되었다. 이 정책은 아프리카와 라틴아메리카에서 수행했던 쿠바의 군사 계획의 기초가 되었고, 종종 자문단 및 병참 지원을 제공하는 소련 및 바르샤바 조약 기구 회원국들과 직접 연계되어 수행되었다. 이러한 작전은 국제주의 사절단으로 알려진 해외 사령부를 통해 쿠바의 총참모부들에 의해 종종 계획되었다.
군사 국제주의는 약 30년 동안 쿠바의 외교 및 군사 정책의 가장 중요한 부분을 형성했고, 국내 국방의 필요성에만 종속되었다. 중앙아메리카의 게릴라 세력을 지원한 것으로 인해 쿠바는 역내에서 정치적으로 고립되었고, 미주기구에서 회원국 자격이 박탈되는데 결정적인 역할을 했다. 국제주의자들의 작전은 여러 수준의 비밀 활동과 스파이 활동에서부터 대규모 전투 부대의 공개적인 임무에 이르기까지 다양했다. 쿠바의 아프리카 주둔군은 앙골라에만 5만 명이 배치되는 등 특히 두드러졌다.
아프리카에 주둔한 쿠바군은 대체로 흑인과 물라토였다. 피델 카스트로는 쿠바가 대서양 노예 무역에 참여함으로써 아프리카에 진 빚과 쿠바 독립 전쟁에 애국적인 흑인 쿠바인들이 기여한 결과로 아프리카 대륙에서의 군대 사용을 정당화했다. 쿠바 정부는 국제주의자 임무를 미국 제국주의에 대항하기 위한 수단으로 인식했고, 쿠바의 반대 세력들은 종종 미국의 졸개라고 비난받았다. 마찬가지로, 미국 정부와 동맹국들은 소련의 대리인으로 쿠바 혁명군 (FAR)을 인식했고, 국제주의 사절단의 사용은 소련의 군사적 영향력을 간접적으로 증가시키는 수단으로 간주했다. 쿠바 군대를 해외에 배치하는 데는 비교적 경험이 부족한 군대에게 광범위한 전역에 걸쳐 전투 경험을 주는 것과 같은 더 실용적인 이유들도 있었다.
1980년대 중반까지 쿠바의 전체 군사력의 4분의 1이 사회주의 정부나 내전의 여러 파벌들과 함께 싸우며 국제주의 임무에 투입되었다. 적어도 20만 명의 쿠바 시민이 쿠바 혁명군에서 여러 가지 자격으로 해외에서 복무했다. 쿠바의 해외 원정을 지속하기 위해 필요한 소련의 물자 및 재정 지원이 1991년 소련의 해체로 줄어들면서, 쿠바의 군사 국제주의도 끝나게 되었다. 쿠바 혁명군은 1989년 9월부터 1991년 5월 사이에 모든 주요 해외 임무를 종료했다.

## 기원
쿠바 혁명의 성공 이후, 7월 26일 운동은 아바나에서 권력을 장악하고 국가의 외교 정책을 수정하기 시작했다. 피델 카스트로를 포함한 그 지도적 구성원들은 쿠바가 국제 혁명 운동의 선봉에 특별한 위치를 차지하고 있다고 믿었고, 다른 나라들의 혁명가들의 적극적인 지원을 추구하기 시작했다. 카스트로는 1948년 보고타조 폭동에 참여했고 도미니카 공화국의 반정부 세력에 동조했기 때문에 혁명 운동에 대한 관심은 쿠바 해안 너머까지 확대되었다. 따라서 해외에서의 혁명에 대한 지지는 사회주의나 소련과의 외교 관계를 수용하기 훨씬 이전부터 급진적인 새로운 쿠바 정권의 정책에 필수적인 부분이 되었다.
1959년 4월 24일 쿠바 혁명가들을 포함한 약 80명의 무장세력이 파나마에 상륙했고, 파나마 정부를 전복시키기 위해 시도했다. 원정은 실패했고, 그들은 파나마 국가방위군과 교전 끝에 체포되었다. 카스트로는 원정대가 자신의 사전 지식 없이 진행되었다고 주장했고 모든 개입을 부인했다. 이는 이른바 "파나마 전례"의 확립으로 이어졌는데, 쿠바 정부는 혁명을 지지하는 것이 우호적인 다른 나라들(이 경우 파나마)과의 관계를 대체하지 않을 것이라는 데 동의했다. 그러나 카스트로는 전제정치와 전제정치에 시달리는 국가에 개입할 권리를 유보했다.

## 주요 작전

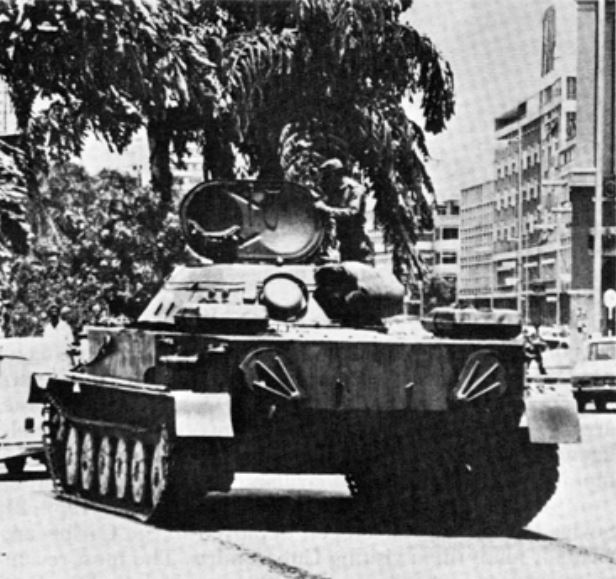
쿠바의 PT-76 전차가 1976년 앙골라 루안다의 거리에 있다.

쿠바 혁명군은 공식적으로 알제리, 시리아, 콩고, 앙골라, 에티오피아애서 있었던 5가지 군사 개입을 인정하고 있다. 그러나 다른 자료들은 니카라과에서의 군사 작전도 포함한다. 이 목록에는 쿠바의 정규군 파견만이 포함되어 있다.
- 1963년 알제리의 모래 전쟁은 쿠바가 처음으로 외국 영토에 군대를 파병한 사례이다. 686명의 병사, 22대의 전차로 구성된 대대 1개, 포병대 및 박격포반, 그리고 대전차포 부대가 파견되었다.
- 1967년부터 1970년까지 있었던 소모전과 뒤이은 욤키푸르 전쟁에서 시리아는 쿠바에 군사 지원을 요청했고, 쿠바 정부는 2개 전차 여단을 파견했고 이들은 이스라엘군에 대한 전투 작전에 참여했다.[13][14]
- 쿠바 정규군은 1975년부터 1991년까지 공산주의 정부를 지원하기 위해 카를로타 작전이라는 이름 하에 앙골라에 진주하며 앙골라 내전과 남아프리카 국경 전쟁에 참여했다. 소련 물자를 지원받고 정교한 소련제 무기를 사용한 쿠바군은 정규전에서 남아프리카 공화국군을 격파했다.[15] 쿠바군은 FNLA와 UNITA 군대를 패배시키고 앙골라 대부분을 MPLA의 통치 하에 두게 했다.[16] 쿠바군은 앙골라에서 강간[17], 약탈, 러시아제 로켓으로 민간인을 네이팜탄으로 공격하는 등 잔학행위를 저질렀다고 한다.[18]
- 1975년부터 1991년까지 쿠바군은 콩고 공화국의 푸앵트누아르에 주둔하며 카빈다 전쟁을 수행 중인 군대를 지원했다.[12][19]
- 1977년부터 1978년까지 오가덴 전쟁에서 16,000명의 쿠바군은 에티오피아 사회주의 정부를 지원하고 소말리아 침공군을 물리치기 위해 소련에 의해 무장 및 수송되었다.[20]
- 1979년부터 1990년까지 니카라과 혁명에서 쿠바는 니카라과의 군사 안보와 정보 기관을 장악하는 군인들을 보냈다.[21] 일부 쿠바인들은 누에바기니에서 한 쿠바 고문관이 군복에 맥주를 엎지른 후 민간인 2명을 살해한 사건을 포함하여 학대로 고발되었다.[22]

## 같이 보기
- 쿠바의 의료 국제주의